# Heliconius wernickei
Heliconius wernickei är en fjärilsart som beskrevs av Gustav Weymer 1906. Heliconius wernickei ingår i släktet Heliconius och familjen praktfjärilar. Inga underarter finns listade i Catalogue of Life.